# Partido Socialista de los Oprimidos
El Partido Socialista de los Oprimidos (en turco: Ezilenlerin Sosyalist Partisi o ESP) es un partido político marxista-leninista de Turquía. Se define a sí mismo como "un partido socialista revolucionario militante que lucha por una república federativa de obreros y trabajadores en Turquía y Kurdistán del Norte".

## Historia
Algunas fuentes, incluidos funcionarios públicos, sostienen que el ESP es un frente legal del Partido Comunista Marxista-Leninista afiliado a la ICOR. Entre sus fundadores está Figen Yüksekdağ, la ex copresidente del Partido Democrático de los Pueblos.
El partido participa en el Congreso Democrático de los Pueblos, una organización política decisiva para fundar el Partido Democrático de los Pueblos en 2012.
En 2013 The Daily Telegraph lo llamó "un pequeño grupo izquierdista" después de que las casas de 90 miembros del ESP fueran atacadas en relación con su participación en las protestas de 2013 en Turquía. The Telegraph señaló que "la policía también registró las oficinas del diario Atilim [Atılım] y la agencia de noticias Etkin, los medios de comunicación locales vinculados al grupo ESP, las estaciones de televisión NTV y CNN-Turk informaron".
El ala juvenil del ESP, conocida como la Federación de Asociaciones de la Juventud Socialista (SGDF), fue el objetivo principal del Atentado de Suruç en 2015. Un grupo viajó desde Estambul a Suruç en la frontera con Siria para ayudar en la reconstrucción de la vecina ciudad siria de Kobanî después de que fuera destruida por la guerra.